# پایگاه هوایی ویمت جنوبی
پایگاه هوایی ویمت جنوبی (به انگلیسی: Naval Air Station South Weymouth) یک فرودگاه نظامی با کد یاتا NZW است که یک باند فرود آسفالت و بتن دارد و طول باند آن ۲۱۲۹ متر است. این فرودگاه در شهر ویموت، ماساچوست کشور ایالات متحده آمریکا قرار دارد .